# Mario Bilate
Mario Amare Bilate (Mosca, 16 luglio 1991) è un calciatore russo naturalizzato olandese, attaccante del Smitshoek.

## Caratteristiche tecniche
È una punta centrale.

## Carriera
Ha esordito fra i professionisti il 7 agosto 2011 disputando con lo Sparta Rotterdam l'incontro di Eerste Divisie vinto 1-0 contro il Fortuna Sittard.

## Statistiche

### Presenze e reti nei club
Statistiche aggiornate al 18 agosto 2019.
| Stagione                | Squadra                 | Campionato              | Campionato | Campionato | Coppe nazionali | Coppe nazionali | Coppe nazionali | Coppe europee | Coppe europee | Coppe europee | Altre coppe | Altre coppe | Altre coppe | Totale | Totale |
| Stagione                | Squadra                 | Comp                    | Pres       | Reti       | Comp            | Pres            | Reti            | Comp          | Pres          | Reti          | Comp        | Pres        | Reti        | Pres   | Reti   |
| ----------------------- | ----------------------- | ----------------------- | ---------- | ---------- | --------------- | --------------- | --------------- | ------------- | ------------- | ------------- | ----------- | ----------- | ----------- | ------ | ------ |
| 2011-2012               | Sparta Rotterdam        | ED                      | 25+2       | 6          | CO              | 1               | 0               | -             | -             | -             | -           | -           | -           | 28     | 6      |
| 2012-2013               | Sparta Rotterdam        | ED                      | 26+4       | 4+1        | CO              | 1               | 0               | -             | -             | -             | -           | -           | -           | 31     | 5      |
| 2013-2014               | Sparta Rotterdam        | ED                      | 26+3       | 7          | CO              | 0               | 0               | -             | -             | -             | -           | -           | -           | 29     | 7      |
| Totale Sparta Rotterdam | Totale Sparta Rotterdam | Totale Sparta Rotterdam | 77+9       | 17+1       |                 | 2               | 0               |               | -             | -             |             | -           | -           | 88     | 18     |
| 2014-2015               | Dundee Utd              | SP                      | 14         | 2          | SC+SLC          | 0+2             | 0               | -             | -             | -             | -           | -           | -           | 16     | 2      |
| ago.-nov. 2015          | Dundee Utd              | SP                      | 2          | 0          | SC+SLC          | 0+0             | 0               | -             | -             | -             | -           | -           | -           | 2      | 0      |
| Totale Dundee Utd       | Totale Dundee Utd       | Totale Dundee Utd       | 16         | 2          |                 | 2               | 0               |               | -             | -             |             | -           | -           | 18     | 2      |
| 2016-2017               | Den Bosch               | ED                      | 30         | 3          | CO              | 1               | 1               | -             | -             | -             | -           | -           | -           | 31     | 4      |
| 2017-2018               | Emmen                   | ED                      | 16+4       | 2          | CO              | 0               | 0               | -             | -             | -             | -           | -           | -           | 20     | 2      |
| 2018-2019               | RKC Waalwijk            | ED                      | 15+5       | 7+3        | CO              | 1               | 0               | -             | -             | -             | -           | -           | -           | 21     | 10     |
| 2019-2020               | RKC Waalwijk            | E                       | 3          | 0          | CO              | 0               | 0               | -             | -             | -             | -           | -           | -           | 3      | 0      |
| Totale RKC Waalwijk     | Totale RKC Waalwijk     | Totale RKC Waalwijk     | 18+5       | 7+3        |                 | 1               | 0               |               | -             | -             |             | -           | -           | 24     | 10     |
| Totale carriera         | Totale carriera         | Totale carriera         | 157+18     | 31+4       |                 | 6               | 1               |               | -             | -             |             | -           | -           | 181    | 36     |